# Nedda
Nedda  è un nome proprio di persona italiano femminile.

## Varianti
- Maschili: Neddo[1][2]

## Origine e diffusione
È un nome di tradizione letteraria, diffusosi grazie al successo della novella di Verga, intitolata appunto Nedda, di cui è protagonista una donna così chiamata. Etimologicamente si tratta di una variante siciliana del nome Nella, usata in particolare come ipocoristico di Antonia e Graziana ma curiosamente, nonostante l'origine, è sostanzialmente assente in Sud Italia, attestandosi invece maggiormente al Nord e, più occasionalmente, al Centro.

## Onomastico
Nessuna santa porta questo nome, che quindi è adespota; l'onomastico si può festeggiare il giorno di Ognissanti, il 1º novembre, o eventualmente lo stesso giorno del nome da cui viene fatto derivare.

## Persone
- Nedda Falzolgher, poetessa italiana

## Il nome nelle arti
- Nedda è un personaggio dell'opera lirica di Ruggero Leoncavallo Pagliacci.
- Nedda Di Gaudio è la protagonista della novella di Giovanni Verga Nedda.